# Cantó d'Aurinhac
El cantó d'Aurinhac és un cantó francès del departament de l'Alta Garona, a la regió d'Occitània. Està inclòs al districte de Sent Gaudenç, està format per 19 municipis i el cap cantonal n'és Aurinhac.

## Municipis
- Alan
- Aulon
- Aurinhac
- Baishàs
- Benca
- Boçan
- Bodin
- Casanava de Montaut
- Cassinhabèra e Tornàs
- Era Toa
- Esparron
- Èus
- Montoliu de Sent Bernat
- Peiriçans
- Peirosèt
- Samolhan
- Sent Andrèu
- Sent Helitz e Saglan
- Tèrrabaisha